# 麻叔謀
麻叔谋，一说麻祜，字叔谋，民间传说中隋朝官吏。隋炀帝时期的开河督都护，负责督造大运河，传说在宁陵卧病，蒸食民间小儿。后奸赃败露，被腰斩。
麻叔谋是民间传说人物，不见于《隋书》等正史记载。元朝陶宗仪《说郛·开河记》有麻叔谋的事迹。称颜师古《隋遗录》有麻叔谋。《隋遗录》在《隋书·经籍志》、《唐书·经籍志》未著录，始见于《宋史·经籍志》，真伪不详。唐昭宗宗正少卿李匡文的文中有麻胡为麻祜音转的记录。清朝小说《说唐》中麻叔谋是被雄阔海杀死的，撕成了两半。
　　